# Ибн Фирнас (лунный кратер)
Кра́тер Ибн Фирнас (араб. ابن فرناس‎, лат. Ibn Firnas) — большой древний ударный кратер в экваториальной области обратной стороны Луны. Название присвоено в честь западноарабского изобретателя, физика, инженера, музыканта и поэта Аббаса ибн Фирнаса (810—887); утверждено Международным астрономическим союзом в 1976 г. Образование кратера относится к донектарскому периоду.

## Описание кратера

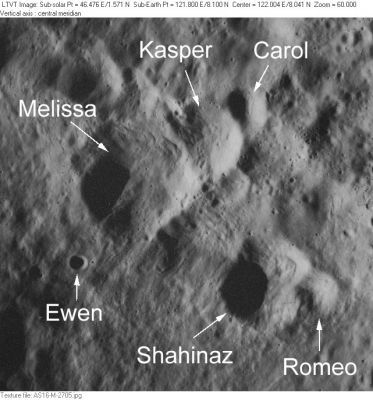
Снимок с борта Аполлона-16.

Ближайшими соседями кратера являются кратер Оствальд на севере; кратер Рехт на северо-востоке; кратер Морозов на востоке-юго-востоке; кратер Грегори на юго-востоке и кратер Кинг, примыкающий к юго-западной части вала кратера Ибн Фирнас. Ряд маленьких кратеров находящихся в северной части кратера Ибн Фирнас и его вала получили собственные имена – это кратеры Кэрол, Каспер, Мелисса, Эвен, Ромео и Шахиназ. На юго-западе от кратера Ибн Фирнас, в пределах кратера Кинг, находятся пики Дилипа, Андре, Ардешир, Дитера и Ганау. Селенографические координаты центра кратера 6°50′ с. ш. 122°18′ в. д. / 6,83° с. ш. 122,3° в. д., диаметр 88,3 км, глубина 2,8 км.
Кратер имеет полигональную форму и значительно разрушен за время своего существования. Вал сглажен и перекрыт множеством небольших кратеров. Высота вала над окружающей местностью достигает 1410 м , объем кратера составляет приблизительно 7 600 км3. Дно чаши сравнительно ровное кроме пересеченной северной и юго-западной части, отмечено несколькими небольшими кратерами.

## Сателлитные кратеры
| Ибн Фирнас | Координаты                                            | Диаметр, км |
| ---------- | ----------------------------------------------------- | ----------- |
| E          | 7°13′ с. ш. 125°34′ в. д. / 7,21° с. ш. 125,57° в. д. | 40,4        |
| L          | 5°57′ с. ш. 123°01′ в. д. / 5,95° с. ш. 123,01° в. д. | 19,6        |

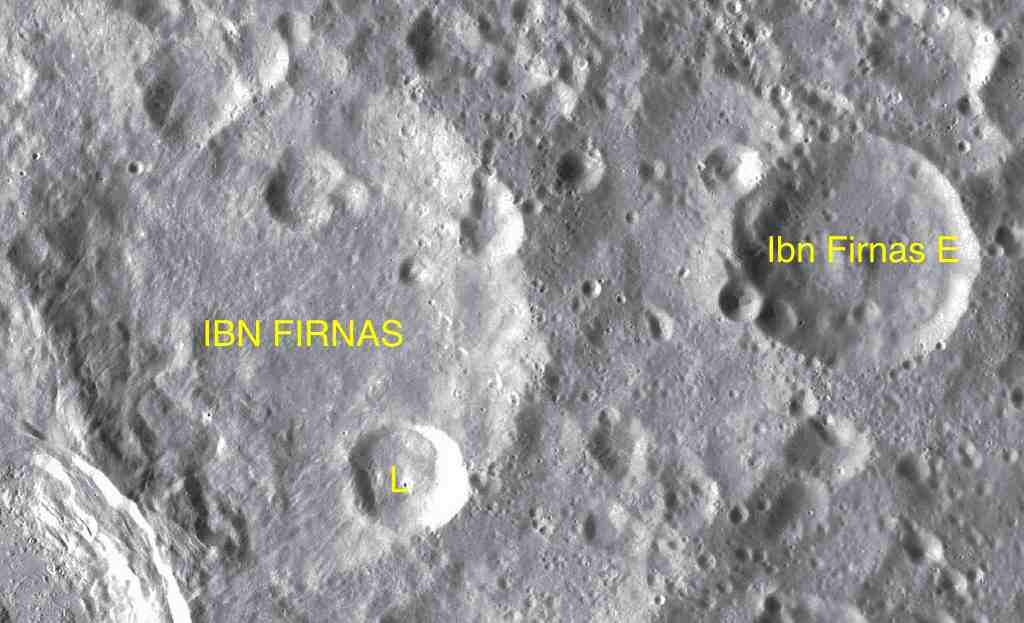
Фрагмент карты LAC-65.

- Сателлитный кратер Ибн Фирнас Y в 2006 г. получил собственное название – Мелисса.
- Образование сателлитного кратера Ибн Фирнас E относится к нектарскому периоду[1].

## Галерея

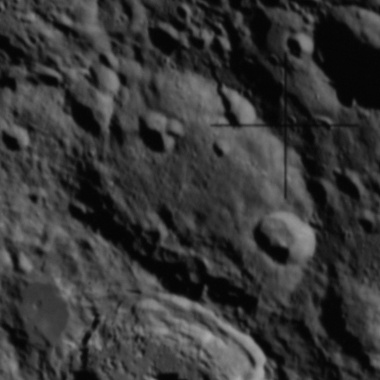
Снимок кратера с борта Аполлона-14.

## См.также
- Список кратеров на Луне
- Лунный кратер
- Морфологический каталог кратеров Луны
- Планетная номенклатура
- Селенография
- Минералогия Луны
- Геология Луны
- Поздняя тяжёлая бомбардировка